# كاثلين آي. بريتشارد
كاثلين آي. بريتشارد(بالإنجليزية: Kathleen I. Pritchard)‏، هي رئيسة علم الأورام في مركز سانيبروك للعلوم الصحية في تورنتو، كندا، كما أنها متخصصة في علاجات سرطان الثدي، ورئيسة قسم التجارب السريرية في المركز. قامت بتأليف العديد من الدراسات حول صحة المرأة، وسرطان الثدي، والعلاج بالهرمونات البديلة، والصحة العامة، ومنهجية البحث. وفقا لطومسون رويترز، كانت بريتشارد واحدة من أكثر الباحثين الذين تم الاستشهاد بأبحاثهم في العالم في عام 2014 و2015.

## السيرة الذاتية
نشأت كاثلين آي. بريتشارد في ديب ريفر، أونتاريو؛ وتخرجت من المدرسة الثانوية المحلية في عام 1964. حصلت على درجة البكالوريوس في العلوم في عام 1968 من جامعة كوينز في كينغستون في أونتاريو؛ كما حصلت على شهادتها الطبية من نفس الجامعة في عام 1971. تم الانتهاء من تدريبها العملي في الطب الباطني في مستشفى ويلزلي ومستشفى تورنتو الغربي ومستشفى تورنتو العام. بين عامي 1973 و1974، ركزت بريتشارد على البحث في مجال سرطان الجلد وعلم الأورام في جامعة تورنتو، وبدأت في عام 1977 البحث في سرطان الثدي من خلال التجارب السريرية كزميلة باحثة في جامعة تورنتو.
بين عامي 1978 و1984، أجرت بريتشارد تجارب سريرية في مستشفى كلية البنات بموجب جائزة منحها لها المعهد الوطني للسرطان في كندا. في عام 1984، تم تعيينها كرئيسة لطب الأورام وطب الدم في مستشفى كلية البنات، بالإضافة لتعيينها كرئيسة لمجموعة مواقع مبادرة سرطان الثدي للإرشادات التطبيقية في أونتاريو. التابعة للمجلس الوطني للمرأة. بعد 3 سنوات من ذلك، انتقلت بريتشارد إلى مركز سانيبروك الإقليمي للسرطان في تورنتو، حيث عملت كرئيسة لعلم الأورام الطبي. بعد عقد من الزمن وفي عام 1997 بالتحديد، تم تعيينها كرئيسة التجارب السريرية وعلم الأوبئة في مركز أوديت للسرطان في سانيبروك. شاركت بريتشارد في العديد من الدراسات، كما كانت واحدة من أشهر الأطباء الأكاديميين في كندا، وخاصة في مجال البحث في مواضيع مثل العلاج الكيميائي مقابل علاج الهرمونات، وآثار الشيخوخة وانقطاع الطمث على خطر الإصابة بسرطان الثدي، والعقاقير؛ مما ساعد في تقليل الإصابة بالمرض.

## الأبحاث
كانت بريتشارد عالمة أورام وباحثة مشاركة في العديد من الدراسات السريرية. شملت أبحاثها مجموعة من الموضوعات، لكنها ركزت بشكل أساسي على صحة المرأة وعلاجات سرطان الثدي. شملت أهدافها البحثية تطوير علاجات فردية للمرضى والتقدم في مجال الاختبارات التشخيصية. تناقش أبحاثها استخدام العوامل الوراثية للتنبؤ بتطور المرض وصياغة خطط علاجية مخصصة.
هدفت أبحاثها إلى فهم أفضل للعلاجات الأولية والثانوية مع مراعاة عمر المريض ومراحل حياته، بالإضافة إلى مراعاة علم الوراثة. أسفرت تجارب بريتشارد السريرية عن نتائج غيرت طرق علاج سرطان الثدي في جميع أنحاء العالم. تم نشر أبحاث بريتشارد في العديد من المجلات الهامة المختصة بعلم الأورام، بما في ذلك مجلة نيو إنجلاند الطبية، ومجلة المعهد الوطني للسرطان، ومجلة علم الأورام السريري، ومجلة لانسيت، ومجلة لانسيت لعلم الأورام.
إحدى أهم لحظات «يوريكا» التي أعلنتها بريتشارد بشكل شخصي في إحدى التجارب السريرية، تعلقت باستخدام عقار ليتروزول كعلاج مساعد للنساء اللواتي تناولن عقار تاموكسيفين بعد انقطاع الطمث لمدة خمس سنوات كعلاج أولي لسرطان الثدي. إن الليتروزول هو علاج أروماتيزي يقلل من إنتاج هرمون الأستروجين، الأمر الذي يعتبر أساسياً لنمو الأورام. تابعت بريتشارد حالة أكثر من 5000 امرأة من النساء اللواتي وصلن لمرحلة انقطاع الطمث، واللواتي تناولن عقار تاموكسيفين لعلاج سرطان الثدي وعالجتهن باستعمال الليتروزول. وتبين أن العلاج بالليتروزول يقلل من خطر تكرار سرطان الثدي بنسبة 40%.
انتهت الدراسة بوقت مبكر بسبب النتائج الإيجابية للغاية؛ حيث منع العقار انتشار الورم الخبيث في مناطق أخرى من الجسم. تم نشر نتائج هذه الدراسة السريرية في مجلة نيوإنجلاند الطبية في عام 2003، وبعد عامين تمت الموافقة على العلاج من قبل وزارة الصحة الكندية. كما اقترحت دراسات لاحقة أن تمديد العلاج بمثبط أروماتيزي مثل الليتروزول لمدة عشر سنوات يزيد من معدل البقاء على قيد الحياة بشكل خالي من الأمراض. ولكن نظرت دراسة أخرى في آثار العلاجات المساعدة كالليتروزول على النساء من مختلف الأعمار، قبل وبعد انقطاع الطمث، ووجدت بريتشارد ان تأثير الليتروزول إيجابي على النساء في كلتا المجموعتين ولكنه كان أكثر فاعلية بشكل عام في النساء بعد انقطاع الطمث واللواتي تم علاجهن مسبقاً بالتاموكسيفين. كان الاستنتاج الشامل لهذه الراسة أن العلاجات المضادة للأستروجين كالليتروزول تفيد المرضى بشكل عام عند تناولها في أي وقت بعد العلاج الأولي.
قدمت بريتشارد عونها لإحدى الدراسات التي بحثت في طرق الاستفادة المختلفة للإشعاع كنوع من العلاجات الأولية لمرضى سرطان الثدي في المراحل المبكرة. نظرت بريتشارد في نتائج تشعيع الثدي بالكامل مع أو بدون تشعيع عقدي إضافي في مرحلة مبكرة من المرض عند المصابات بسرطان الثدي. تم إعطاء المريضات إما تشعيع لكامل الثدي أو تشعيع لكامل الثدي مع تشعيع عقدي إضافي. تابع الباحثون المريضات بعد عشر سنوات، ولم يكن هناك أي اختلاف كبير في معدل البقاء على قيد الحياة بين المجموعتين اللتين خضعتا للعلاج. ومع ذلك، فإن المجموعة التي عولجت بالإشعاع العقدي الإضافي ظهر عليها انخفاض في تكرار الإصابة بسرطان الثدي.

## العضويات
كانت بريتشارد عضواً مؤسساً في الجمعية الكندية للأورام في عام 1978 وعضواً مؤسساً في الجمعية الكندية لعلم الأورام الطبي في عام 1988، كما شغلت منصب رئيس الجمعية بين عامي 1990 و1992. عملت بريتشارد كرئيسة ورئيسة مشاركة لمجموعة مواقع مبادرة سرطان الثدي للإرشادات التطبيقية في أونتاريو بين عامي 1990 و2002. كما عملت في مجلس إدارة الجمعية الأمريكية لعلم الأورام السريري في عام 2006.

## الجوائز والتكريم
في عام 2005، منحت بريتشارد جائزة «أو. هارولد وورويك» (O. Harold Warwick) من جمعية السرطان الكندية عن تجاربها السريرية في مجال سرطان الثدي. وفي عام 2015، كانت الشخصية المكرمة علمياً في مأدبة الغداء الرابعة عشر لجوائز للنساء الفاعلات والتي استضافها صندوق إسرائيل لأبحاث السرطان في تورنتو. في كانون الأول من عام 2017، تم الإعلان عن تكريم الدكتورة بريتشارد كعضو في وسام كندا.